# Eßleben (Buttstädt)
Eßleben ist ein Ortsteil von Eßleben-Teutleben innerhalb der Landgemeinde Buttstädt im Landkreis Sömmerda in Thüringen.

## Lage
Eßleben liegt am nordöstlichen Rand des Thüringer Beckens zwischen dem Ettersberg und der Finne sowie nördlich von Teutleben.

## Geschichte
Am 18. April 1063 wurde das Dorf erstmals urkundlich erwähnt. Damals war das Dorf dem Erzbischof von Mainz steuerpflichtig. Später stand die Gemeinde im Besitz wechselnder Eigentümer.
Im 16. Jahrhundert gehörte der Ort zum albertinischen Amt Eckartsberga. 1555 kaufte Kurt von Mülich den Ort und fügte ihm dem Rittergut Hardisleben an. Dieses kaufte Herzog Friedrich Wilhelm von Sachsen-Weimar im Jahr 1585 und bildete daraus das Amt Hardisleben. Eßleben wurde dadurch zum Streitobjekt, da es weiterhin unter der Landeshoheit des albertinischen Kurfürstentums Sachsen bzw. Fürstentums Sachsen-Weißenfels stand und als solches unter die Verwaltung des Amts Eckartsberga fiel. Andererseits war es als herzöglicher Besitz Teil des ernestinischen Amts Hardisleben, welches zu den Herzogtümern Sachsen-Weimar (1585–1603 und 1672–1741), Sachsen-Altenburg (1603–1672) und Sachsen-Weimar-Eisenach (ab 1741) gehörte. Erst durch den Wiener Kongress wurde Eßleben 1815 vollständig dem Großherzogtum Sachsen-Weimar-Eisenach zugesprochen und 1817 dem Amt Buttstädt angegliedert.
Die romanische Dorfkirche stammt aus dem Jahr 1267. Weitere Einzelheiten sind aus dem Artikel der Kerngemeinde zu entnehmen.
1974 fusionierte Eßleben mit dem Nachbarort Teutleben zur Gemeinde Eßleben-Teutleben, welche am 1. Januar 2019 in der Landgemeinde Buttstädt aufging, aber als Ortsteil fortbesteht.